# Грб Колашина
Грб Колашина је званични грб црногорске општине Колашин.

## Опис грба
Грб има шпицасти облик, са карактеристичним заобљеним врхом штита. Поље штита пресјеца зелена лента унутар штита, на којој стоји ћирилични натпис имена општине: „КОЛАШИН“, а која спаја ободе штита силуетама смрче. Горња половина поља је азурно плаве боје на коме је стилизован цртеж манастира Морача, такође зелене боје. Док су на доњој половини штита хералдистички стилизована ријека Морача у плавој боји.
Унутар општине, постоје и иницијативе за измјену овог грба.